# Lorenzo Lanzi

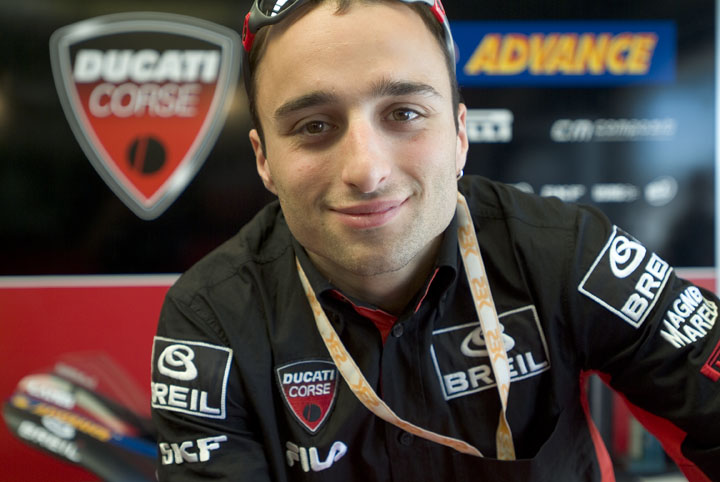
Lorenzo Lanzi 2004

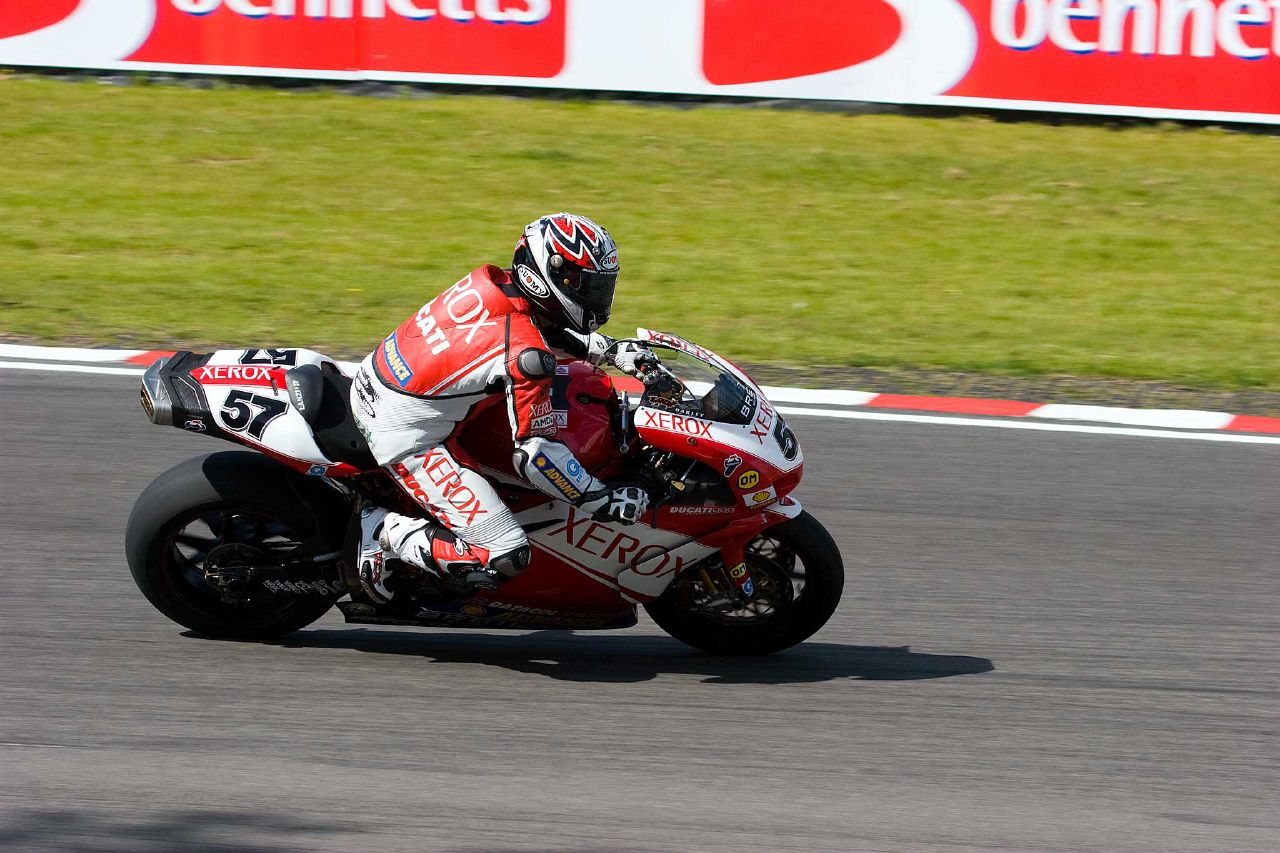
Lorenzo Lanzi in Brands Hatch, 2007

Lorenzo Lanzi (* 26. Oktober 1981 in Cesena) ist ein italienischer Motorradrennfahrer.
In Erinnerung an seinen Vater fährt Lanzi mit der Startnummer 57, da das dessen Geburtsjahr war. Lanzi galt in der Superbike-Szene als großes Talent, schaffte den endgültigen Durchbruch im Ducati-Werksteam 2006 und 2007 aber nicht.

## Karriere
Lorenzo Lanzi wurde die Begeisterung für den Motorsport von seinem Vater Piercarlo „Regina“ Lanzi, der Kart-Fahrer war, vererbt. Im Alter von acht Jahren gewann er die italienische Minicross-Meisterschaft. Im Jahr 1996 stieg er in die italienische 125-cm³-Sport-Production-Meisterschaft ein, die er 1998 – im Alter von 16 Jahren – auf Aprilia gewann.
In der Saison 1999 debütierte Lanzi als Wildcard-Fahrer in der Klasse bis 125 cm³ beim Grand Prix von Italien in Mugello in der Motorrad-Weltmeisterschaft. Die 125-cm³-Klasse der Motorrad-Europameisterschaft schloss er auf dem zwölften Rang ab.
In der Saison 2000 belegte Lorenzo Lanzi in der 250er-EM den siebten Gesamtrang, in der italienischen 250-cm³-Meisterschaft wurde er Neunter.
Im Jahr 2001 bestritt Lorenzo Lanzi die Weltmeisterschaft in der 250-cm³-Klasse auf einer Aprilia des Campetella-Teams. Seine besten Platzierungen waren zwei elfte Plätze in Mugello und in Phillip Island, die Saison schloss er mit 23 Punkten auf Rang 20 der Gesamtwertung eher unauffällig ab.
Nach einem Jahr Pause wurde er 2003 von Ducati verpflichtet. Lanzi wurde mit drei Siegen und 137 Punkten Zweiter in der Superstock-1000-Klasse der Motorrad-Europameisterschaft, nur drei Zähler hinter seinem Landsmann Michel Fabrizio. In der italienischen Superstock-1000-Meisterschaft gewann er auf Anhieb den Titel.
In der Saison 2004 bestritt er mit einer Ducati 749 R im Werksteam Ducati Breil die Supersport-Weltmeisterschaft. Seine besten Resultate dabei waren vier vierte Plätze. Lanzi beendete die Saison als Fünfter im Gesamtklassement. Beim letzten Lauf der AMA Superbike Championship, der US-amerikanischen Superbike-Meisterschaft, auf dem Virginia International Raceway startete Lanzi mit einer Wildcard für das Ducati-Werksteam Parts Unlimited Ducati Austin und belegte im ersten Lauf den vierten Platz.
Zur Saison 2005 wechselte er in die Superbike-Weltmeisterschaft und fuhr für das Privatteam Caracchi eine Ducati-999-Kundenmaschine. Als der Ducati-Werksfahrer Régis Laconi verletzungsbedingt pausieren musste, sprang Lanzi im offiziellen Xerox Ducati-Werksteam ein und fuhr auf Anhieb auf dem Lausitzring einen Laufsieg ein. Danach wurde er von Ducati mit einer Werksmaschine ausgestattet und gewann wieder für Caracchi startend den letzten Saisonlauf im französischen Magny-Cours. Am Saisonende belegte er mit 150 Punkten Rang neun in der Abschlusstabelle.
Für die Saison 2006 wurde er vom Ducati-Werksteam als Stammfahrer verpflichtet. Er konnte jedoch die in ihn gesetzten Erwartungen nicht ganz erfüllen. Lorenzo Lanzi belegte mit 169 Punkten Rang acht in der WM-Wertung, die von seinem Teamkollegen Troy Bayliss gewonnen wurde. Die Ursache für seine stagnierenden Leistungen glaubten einige im Tod seines Vaters zu sehen, der bei einem gemeinsamen Motorradausflug im Oktober 2005 plötzlich verstorben war.
Auch 2007 bestritt Lorenzo Lanzi im Ducati-Werksteam in der Superbike-WM. Bereits beim ersten Lauf in Losail feierte er mit Rang drei den ersten, aber auch einzigen Podestplatz des Jahres. Nach konstanten Leitungen im vorderen Mittelfeld wurde er Siebenter der WM-Wertung. Mit seinen Leistungen blieb Lanzi jedoch wieder hinter den Erwartungen zurück, deshalb wurde am Saisonende auslaufender Vertrag im Werksteam nicht verlängert.
In der Superbike-Weltmeisterschaft 2008 pilotierte Lorenzo Lanzi im italienischen Privatteam RG Ducati, das in der letzten Saison noch in der Supersport-WM startete, eine der neu entwickelten 1200-cm³-Ducati 1098 RS 08. Nachdem der Italiener bereits bei Testfahrten auf seiner Lieblingsstrecke in Katar positiv auffiel, gelang ihm beim ersten Lauf im spanischen Valencia ein unerwarteter Sieg. Lokalmatador Carlos Checa hatte gegen den Führenden Max Neukirchner in der letzten Kurve ein waghalsiges Überholmanöver gestartet, woraufhin beide zu Sturz kamen. Lanzi überholte in der letzten Runde noch Troy Bayliss und "erbte" so den Laufsieg. Im weiteren Saisonverlauf konnte der Mann aus Cesena jedoch nicht an diese Erfolge anknüpfen, er belegte Ränge im Mittelfeld und wurde 14. der Gesamtwertung.
Nachdem sich das RG-Team Ende 2008 aus der WM zurückgezogen hatte, fand Lorenzo Lanzi für die Saison 2009 keinen Platz in der Superbike-Weltmeisterschaft. Auch Bemühungen, einen Platz in einer anderen Meisterschaft zu finden hatte keinen Erfolg. Im Mai 2009 wurde Lorenzo Lanzi vom italienischen Team DFX Corse als Ersatzfahrer für den verletzten Régis Laconi verpflichtet, der in Kyalami schwer gestürzt war. Lanzi startet auf Ducati 1098R und beendete seine ersten beiden Rennen im Miller Motorsports Park (USA) mit den Rängen 17 und 14. In der Gesamtwertung belegte er mit 15 Punkten aus zehn Rennen den 26. Rang.
In der Saison 2010 trat Lorenzo Lanzi für das DFX-Team auf Ducati 1098 in der Superbike-WM an.

## Erfolge
- Vizemeister im FIM Superstock 1000 Cup auf Ducati: 2003
- Italienischer Superstock-1000-Meister auf Ducati: 2003

## Verweise